# David Atwood

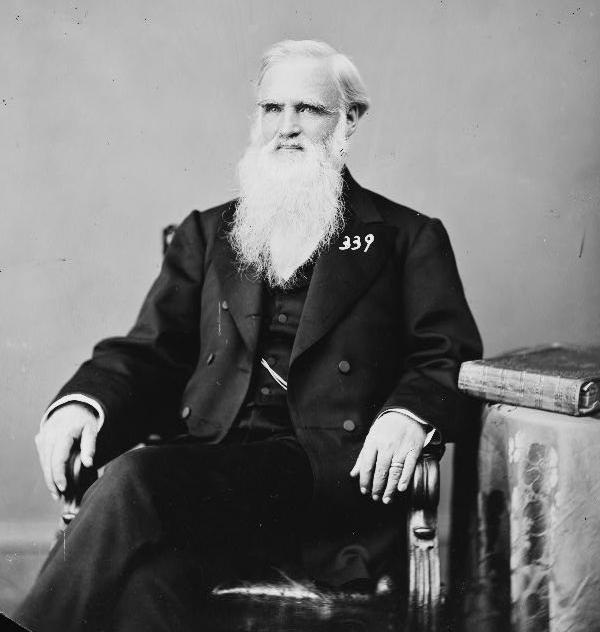
David Atwood

David Atwood (* 15. Dezember 1815 in Bedford, New Hampshire; † 11. Dezember 1889 in Madison, Wisconsin) war ein US-amerikanischer Politiker. Zwischen 1870 und 1871 vertrat er den Bundesstaat Wisconsin im US-Repräsentantenhaus.

## Werdegang
David Atwood besuchte die öffentlichen Schulen seiner Heimat. 1832 zog er nach Hamilton im Bundesstaat New York, wo er eine Druckerlehre absolvierte. In den folgenden Jahren stieg er in das Zeitungsgeschäft ein. In Hamilton gab er eine Zeitung heraus. Im Jahr 1845 zog Atwood nach Freeport in Illinois. Dort war er bis 1847 in der Landwirtschaft tätig. Dann zog er nach Madison in Wisconsin weiter, wo er 22 Jahre lang Verleger und Herausgeber des „State Journal“ war. Atwood wurde auch in der Nationalgarde von Wisconsin aktiv. Im Jahr 1858 erreichte er den Rang eines Generalmajors.
Politisch war Atwood Mitglied der Republikanischen Partei. Im Jahr 1861 wurde er in die Wisconsin State Assembly gewählt. Die folgenden vier Jahre arbeitete er für die Bundesregierung in Wisconsin als Assessor. In den Jahren 1868 und 1869 war Atwood Bürgermeister der Stadt Madison. Nach dem Tod des Kongressabgeordneten Benjamin F. Hopkins wurde er bei der fälligen Nachwahl für den zweiten Sitz von Wisconsin als dessen Nachfolger in das US-Repräsentantenhaus in Washington, D.C. gewählt, wo er am 23. Februar 1870 sein neues Mandat antrat. Da er bei den regulären Kongresswahlen des Jahres 1870 nicht mehr kandidierte, konnte er bis zum 3. März 1871 nur die laufende Legislaturperiode im Kongress beenden.
Nach seinem Ausscheiden aus dem US-Repräsentantenhaus arbeitete David Atwood wieder im Zeitungsgeschäft. Zwischen 1872 und 1876 war er Staatsbeauftragter von Wisconsin für die Centennial Exhibition in Philadelphia. In den Jahren 1872 und 1876 war er Delegierter zu den jeweiligen Republican National Conventions, auf denen Ulysses S. Grant und später Rutherford B. Hayes als Präsidentschaftskandidaten nominiert wurden. Er starb am 11. Dezember 1889 in Madison.